# Seigneurie de Lacolle
Pour les articles homonymes, voir Lacolle et Beaujeu.
1733–1854
Entités précédentes :
- Domaine royal

Entités suivantes :
- Saint-Bernard-de-Lacolle

La seigneurie de Lacolle, également appelée Seigneurie de Beaujeu, est une seigneurie créée en 1733 lors de la colonisation française en Nouvelle-France. Son territoire correspond à Lacolle et ses environs au sud du Québec.

## Géographie
Le territoire de la seigneurie de Lacolle correspond aux municipalités actuelles de Lacolle et de Saint-Bernard-de-Lacolle. et les environs, incluant une partie des territoires de Saint-Paul-de-l'Île-aux-Noix et de Saint-Valentin. Ce territoire chevauche ceux des actuelles municipalités régionales de comté (MRC) des Jardins-de-Napierville et du Haut-Richelieu, au sud-est de la région du Suroît en Montérégie. La seigneurie se trouve sur la rive gauche de la rivière Richelieu un peu au nord du lac Champlain. Elle est bornée au nord par la seigneurie de Léry, constituée la même année. Sur la rive opposée du Richelieu, la seigneurie de Lacolle fait face à la seigneurie Foucault et au nord-est à la seigneurie de Noyan, toutes deux également créées la même année que Lacolle. À l'ouest, le territoire demeure du domaine royal,.
Le territoire concédé fait deux lieues de front sur trois lieues de profondeur. Il se trouve dans les basses-terres du Saint-Laurent. La rivière Lacolle, alors appelée rivière dite à la Colle, arrose la seigneurie. 

## Histoire

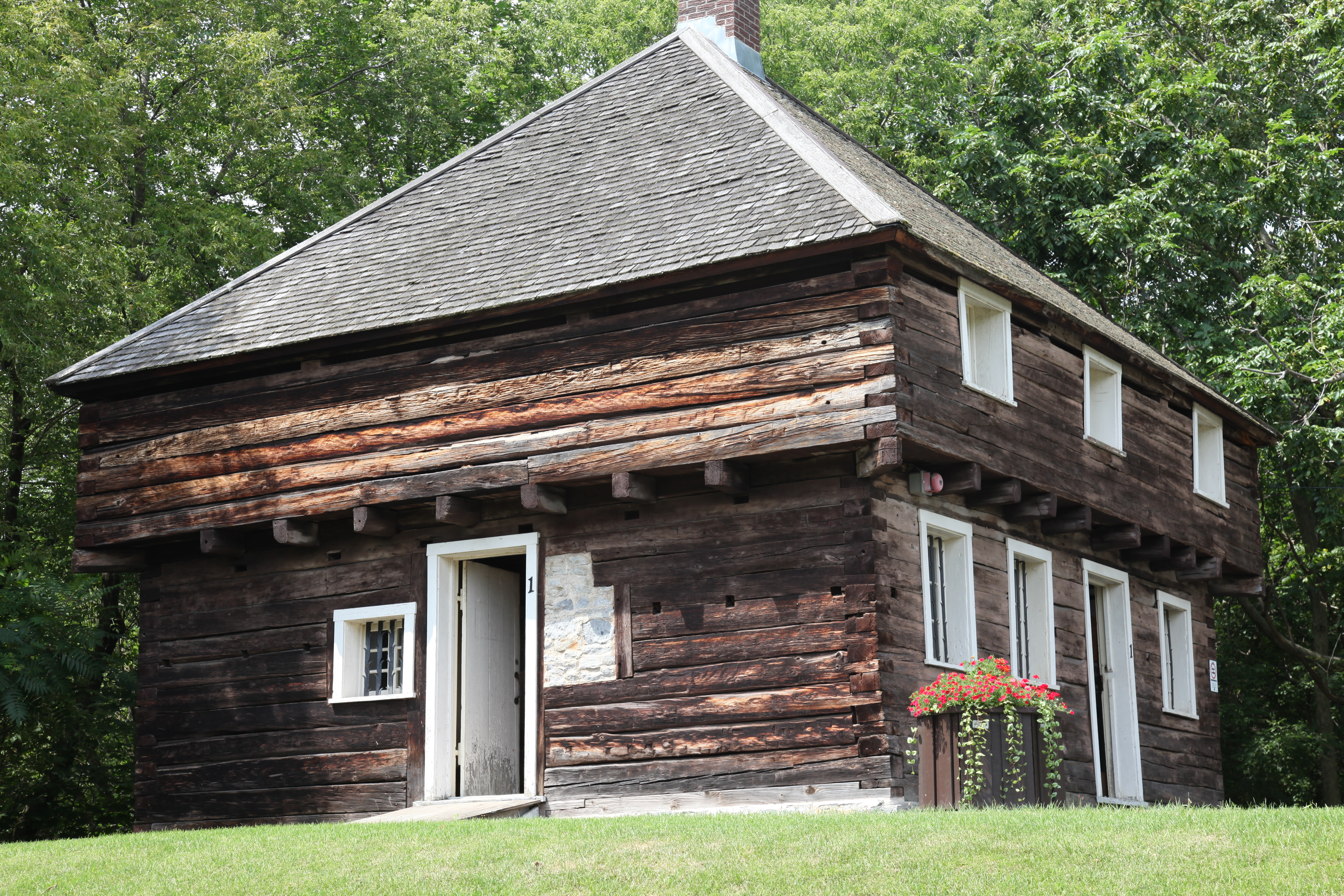
Le Blockhaus de la Rivière-Lacolle, lieu historique du Canada

En 1733, le gouverneur de la Nouvelle-France Charles de Beauharnois et l'intendant Gilles Hocquart concèdent à Louis Denys de la Ronde la seigneurie sur la rive gauche du Richelieu à l'embouchure de la rivière dite à La Colle. La seigneurie est réunie au domaine royal en 1741 puis concédée à Daniel Liénard de Beaujeu fils en 1743. La seigneurie relève de l'administration du gouvernement de Montréal. Après la conquête de la Nouvelle-France par les Anglais en 1760, le général britannique Gabriel Christie achète à rabais les seigneuries non développées dans la partie amont de la vallée du Richelieu. En 1781, le blockhaus est construit. À la fin du XIXe siècle, Joseph Odell, officier loyaliste de même que des familles loyalistes d'origine hollandaise s'établissent dans la seigneurie. La paroisse catholique de Saint-Bernard de Lacolle est érigée sur le territoire de la seigneurie de Lacolle et d'une partie de la seigneurie de Léry. La municipalité de paroisse de Saint-Bernard-de-Lacolle est érigée en 1855 lors de la création du système municipal québécois actuel.